# Dãy núi Rwenzori
Dãy núi Rwenzori, trước đây được gọi là dãy Ruwenzori (thay đổi chính tả khoảng 1980 cho phù hợp chặt chẽ với tên gọi địa phương "Rwenjura") và đôi khi còn gọi là núi mặt trăng, là một dãy núi phía đông xích đạo châu Phi, nằm trên biên giới giữa Uganda và Cộng hòa Dân chủ Congo. Dãy núi Rwenzori khởi nguồn cho các sông băng và là một trong những nguồn sông Nile.
Dãy núi Rwenzori đạt độ cao lên đến 5.109 m (16.761 ft). Đỉnh núi cao nhất của Rwenzori vĩnh viễn phủ tuyết trắng và cùng với núi Kilimanjaro và núi Kenya chỉ tọa lạc ở xích đạo châu Phi. Công viên quốc gia dãy núi Rwenzori và công viên quốc gia Virunga nằm trong phạm vi dãy núi.